# Немецкое физическое общество
Немецкое физическое общество (нем. Deutsche Physikalische Gesellschaft DPG) — самая большая в мире организация физиков. На 2012 год в ней было 62 тысячи членов. Есть ежегодная конференция (Jahrestagung) и несколько весенних конференций (Frühjahrstagungen), которые происходят в разных местах и посвящены разным темам.

## Награды общества
- Медаль имени Макса Планка
- Медаль Штерна–Герлаха[англ.]
- Премия Густава Герца[нем.]
- Премия Отто Гана
- Медаль и премия Макса Борна
- Премия по физике Мариана Смолуховского и Эмиля Варбурга
- Премия Гентнера–Кастлера[нем.]
- Премия Вальтера Шоттки[нем.]

## Президенты общества
- 1845–1847 — Густав Карстен
- 1847–1878 — Эмиль Дюбуа-Реймон
- 1878–1895 — Герман Гельмгольц
- 1895–1897 — Вильгельм фон Бецольд
- 1897–1899 — Эмиль Варбург
- 1899–1905 — Эмиль Варбург
- 1905–1906 — Макс Планк
- 1906 — Пауль Друде
- 1906–1907 — Макс Планк
- 1907–1908 — Генрих Рубенс
- 1908–1909 — Макс Планк
- 1909–1910 — Генрих Рубенс
- 1910–1912 — Фердинанд Курльбаум
- 1912–1914 — Генрих Рубенс
- 1914–1915 — Фриц Габер
- 1915–1916 — Макс Планк
- 1916–1918 — Альберт Эйнштейн [4]
- 1918–1919 — Макс Вин
- 1919–1920 — Арнольд Зоммерфельд [5][6]
- 1920–1922 — Вильгельм Вин
- 1922–1924 — Франц Химштет[нем.]
- 1924–1925 — Макс Вин
- 1925–1927 — Фридрих Пашен
- 1927–1929 — Генрих Конен[англ.]
- 1929–1931 — Эгон фон Швейдлер
- 1931–1933 — Макс фон Лауэ
- 1933–1935 — Карл Мэй[англ.]
- 1935–1937 — Йонатан Ценек[англ.]
- 1937–1939 — Петер Дебай
- 1939–1940 — Йонатан Ценек[англ.]
- 1940–1945 — Карл Рамзауэр[англ.]
- 1950–1951 — Йонатан Ценек[англ.]
- 1952–1954 — Карл А. Вольф[нем.]
- 1954 — Рихард Бекер[англ.]
- 1955 — Карл А. Вольф[нем.]
- 1956–1957 — Вальтер Герлах [7]
- 1958–1959 — Фердинанд Тренделенбург[нем.]
- 1960–1961 — Вильгельм Вальхер[англ.]
- 1962–1963 — Конрад Рутхарт[нем.]
- 1964–1965 — Фридрих Бопп[англ.]
- 1966–1967 — Вольфганг Финкельнбург[англ.] [8]
- 1968–1969 — Мартин Керстен[нем.]
- 1970–1971 — Карл Ганцхорн[нем.]
- 1972–1973 — Вернер Букель[нем.]
- 1974–1975 — Отто Кох[нем.]
- 1976–1977 — Ганц-Йоахим Квейсер[англ.]
- 1978–1979 — Генрих Велькер[англ.]
- 1980–1981 — Хорст Рольник[нем.]
- 1982–1983 — Ганц-Йоахим Шмидт-Тидеманн[нем.]
- 1984–1986 — Йоахим Тройш[нем.]
- 1986–1988 — Йоахим Трюмпер[нем.]
- 1988–1990 — Отто Г. Фольберт[нем.]
- 1990–1992 — Тео Майер-Кукук[нем.]
- 1992–1994 — Хервиг Шоппер[англ.]
- 1994–1996 — Ганс-Гюнтер Данильмейер[нем.]
- 1996–1998 — Маркус Шворер[нем.]
- 1998–2000 — Александер М. Врадзхав[англ.]
- 2000–2002 — Дирк Бастинг[нем.]
- 2002–2004 — Роланд Зауербрей[нем.]
- 2004–2006 — Кнут Урбан
- 2006–2008 — Эбергард Умбах[англ.]
- 2008–2010 — Герд Литфин[нем.]
- 2010–2012 — Вольфганг Занднер
- 2012–2014 — Йоханна Штахель[нем.]
- 2014–2016 — Эдвард Георг Крубасик
- 2016–2018 — Rolf-Dieter Heuer[англ.]
- 2018–2020 — Dieter Meschede[нем.]
- 2020–2022 — Lutz Schröter[нем.]
- 2022–2024 — Joachim Ullrich[нем.]
- 2024–2026 — Klaus Richter[нем.]
- 2026–2028 — Heike Riel[нем.]

## Публикации
Публикации DPG включают:
- Berichte der Deutschen Physikalischen Gesellschaft
- Verhandlungen der Deutschen Physikalischen Gesellschaft
- Physikalische Blätter[англ.] (с 2002 называется Physik Journal)
- Fortschritte der Physik
- Zeitschrift für Physik